# هیاسینت
هیاسینْت  (به انگلیسی: Hyacinth) با فرمول شیمیایی  از مجموعهٔ کانیهاست و از منابع مهم زیرکن به‌شمار می‌رود. نام آن از واژهٔ لاتین هیاسنیتوس به معنای سُنبُل گرفته شده است. به سختی در HF - H۲SO۴ و HCl حل می‌شود. ZrO۲:۶۷٫۰۱٪ SiO۲:۳۲٫۹۹٪ و ادخال هایU-Th- H2O (مالاکون - سیرتولیت) Y-Nv (نائژیت) HF (آلویت) و عناصر ردیاب (اویمالیت) برای اولین بار در آلمان غربی کشف شد و از نظر شکل بلور: منشوری - بی پیرامیدال -، رنگ: نارنجی تیره، شفافیت: شفاف - نیمه شفاف، شکستگی: صدفی، جلا: الماسی، رخ: ناقص - مطابق با سطح، سیستم تبلور: کوادراتیک و در رده‌بندی سیلیکات است. همچنین خاصیت مغناطیسی ندارد و منشأ تشکیل آن ماگمایی - دگرگونی - پگماتیتی - رسوبی - است.
همایند کانی‌شناسی (پارانژ) آن سختی - چگالی - واکنش های شیمیایی - پرتو X گزنوتیم - توریت - گارنت - بیوتیت - آمفیبول - کوارتز - گارنت آبرفتی - متامیکتایتی ایزومتریک است، از نظر ژیزمان بلوری - آگرگات دانه‌ای - دندریتی - شعاعی - دانه‌ای - آبرفتی کمیاب است و بیشتر در آبرفت‌های سری لانکا، استرالیا وبرزیل یافت می‌شود.